# Tyrannus cubensis
Il tiranno gigante di Cuba  (Tyrannus cubensis Richmond, 1898) è un uccello passeriforme della famiglia Tyrannidae endemico di Cuba, ove è noto con il nome comune di pitirre real.

## Descrizione
L'uccello possiede un becco grigio scuro ed una colorazione anch'essa tendente al grigio, partendo dalle zone ventrali più chiare sino al dorso che è più scuro; la parte superiore della testa è nera.

## Biologia
Uccello dal comportamento aggressivo che si alimenta di insetti, lucertole e piccoli pulcini.

## Distribuzione e habitat
È presente a Cuba e nell'Isola della Gioventù.
I suoi habitat naturali sono i boschi frondosi e le foreste umide subtropicali o tropicali delle alture dei mogotes, colline monolitiche ed arrotondate ricoperte da fitta vegetazione, tipiche dell'isola di Cuba.

## Conservazione
La IUCN Red List classifica T. cubensis come specie in pericolo di estinzione (Endangered).